# Phyllophaga granti
Phyllophaga granti är en skalbaggsart som beskrevs av Saylor 1940. Phyllophaga granti ingår i släktet Phyllophaga och familjen Melolonthidae. Inga underarter finns listade i Catalogue of Life.